# Saut de l'Acomat
Le saut de l'Acomat est une cascade de la Guadeloupe. Elle est située sur la rivière Grande Plaine, à l'est de la route nationale 2 entre Mahaut et Pointe-Noire, au lieu-dit Les Plaines, avant la plage Caraïbe. 

## Description
Depuis la route nationale 2, la cascade Acomat est accessible par une route très accidentée, puis par un chemin pédestre non balisé mais ne présentant pas trop de difficulté. Le pique-nique est autorisé, bien qu'il n'y ait pas d’aire aménagée, ainsi que la baignade dans la vasque naturelle creusée dans la pierre. C'est un lieu privilégié et convivial des Guadeloupéens pour se regrouper en famille et pour déjeuner à l'ombre de la forêt tropicale, lors des week-ends.

## Risques
Comme tous les bassins de rétention au pied des cascades et sauts de la Guadeloupe, le saut de l'Acomat est fréquenté par des touristes qui peuvent s'y baigner. Cependant, le site est potentiellement sujet au risque de crue soudaine pouvant survenir après des orages tombés en amont pendant les saisons humides ainsi qu'au risque de noyade sous les remous et dans les tourbillons de la chute d'eau,. De plus, les abords du saut sont entourés de rochers glissants pouvant entrainer des chutes, parfois mortelles.